# Ornithogalum sorgerae
Ornithogalum sorgerae là một loài thực vật có hoa trong họ Măng tây. Loài này được Wittmann mô tả khoa học đầu tiên năm 1985.